# Немачка подморница У-1
Подморница У-1 је била прва подморница изграђена за немачку ратну морнарицу, пошто је Адолф Хитлер укинуо одредбе Версајског уговора, по коме Немачка није смела да поседује подморничку флоту. Градња подморнице је почела у Килском бродоградилишту Дојче Верке 11. фебруара 1935. године уз пригодну церемонију. Њена градња је завршена 29. јуна 1935. године, након веома брзе изградње, и опремљена је посадом која је пре тога вршила обуку у Холандији.

## Служба
Њена пред-ратна служба није била баш сјајна и добила је репутацију јефтиног брода. Њена брза градња, комбинована са неадекватном технологијом употребљеном за њено стварање, начинили су од ње непријатан, незаптивен и спор брод. Међутим, када је рат почео, већ је постојао план да се она и друге подморнице типа IIА употребљавају првенствено као тренажне подморнице.
Упркос том плану, од 15. до 29. марта 1940. године, захваљујући несташићи потребних јединица, она се употребљава против британских трговачких бродова, који плове ка Норвешкој, достижући ефективне границе даљине њеног радијуса. Она не успева да пронађе мету, али је опет послата 4. априла, на нов задатак, као припрема за инвазију Норвешке. Она шаље један кратак радио-сигнал 6. априла, јављајући своју позицију, пре него што је нестала заувек. Разлог њеног нестанка је непознат, мада је она по плану, пловила не знајући кроз минско поље, који је поставила британска подморница Narwhal, неколико дана раније. Постоји још једна пртпоставка њеног нестанка; на основу извештаја британске подморнице Porpoise, у којем се наводи да је једно торпедо испаљено ка непознатој непрјатељској подморници, 16. априла, током борби за Норвешку.
Без обзира који је разлог њеног потапања, подморнуица У-1 није смела бити послата на задатак у тако опасне воде, собзиром на њену истрошеност и непоузданост, и њен губитак је утицао на борбени дух унутар немачке ратне морнарице. Ипак, она је била прва од преко 1.000 немачких подморница које су служиле током Другог светског рата, и једна од преко 700 подморница које су изгубљене у рату.

## Команданти
- Клаус Еверт 29. јун 1935 — 30. септембар 1936.
- Александер Гелхар 1. октобар 1936 — 2. фебруар 1938.
- Јирген Деке 29. октобар 1938. - †6. април 1940.